# Affalterbach (Igensdorf)
Affalterbach ist ein Gemeindeteil des Marktes Igensdorf im Landkreis Forchheim (Oberfranken, Bayern).

## Geografie
Das Dorf befindet sich etwa zwei Kilometer südwestlich von Igensdorf auf einer Höhe von 357 m ü. NHN.

## Geschichte
Die erste urkundliche Erwähnung von Affalterbach fand im Jahr 1062 statt. Das Bestimmungswort für den Ortsnamen ist eine Ableitung von affoltra, das im Althochdeutschen die Bezeichnung für einen Apfelbaum ist.

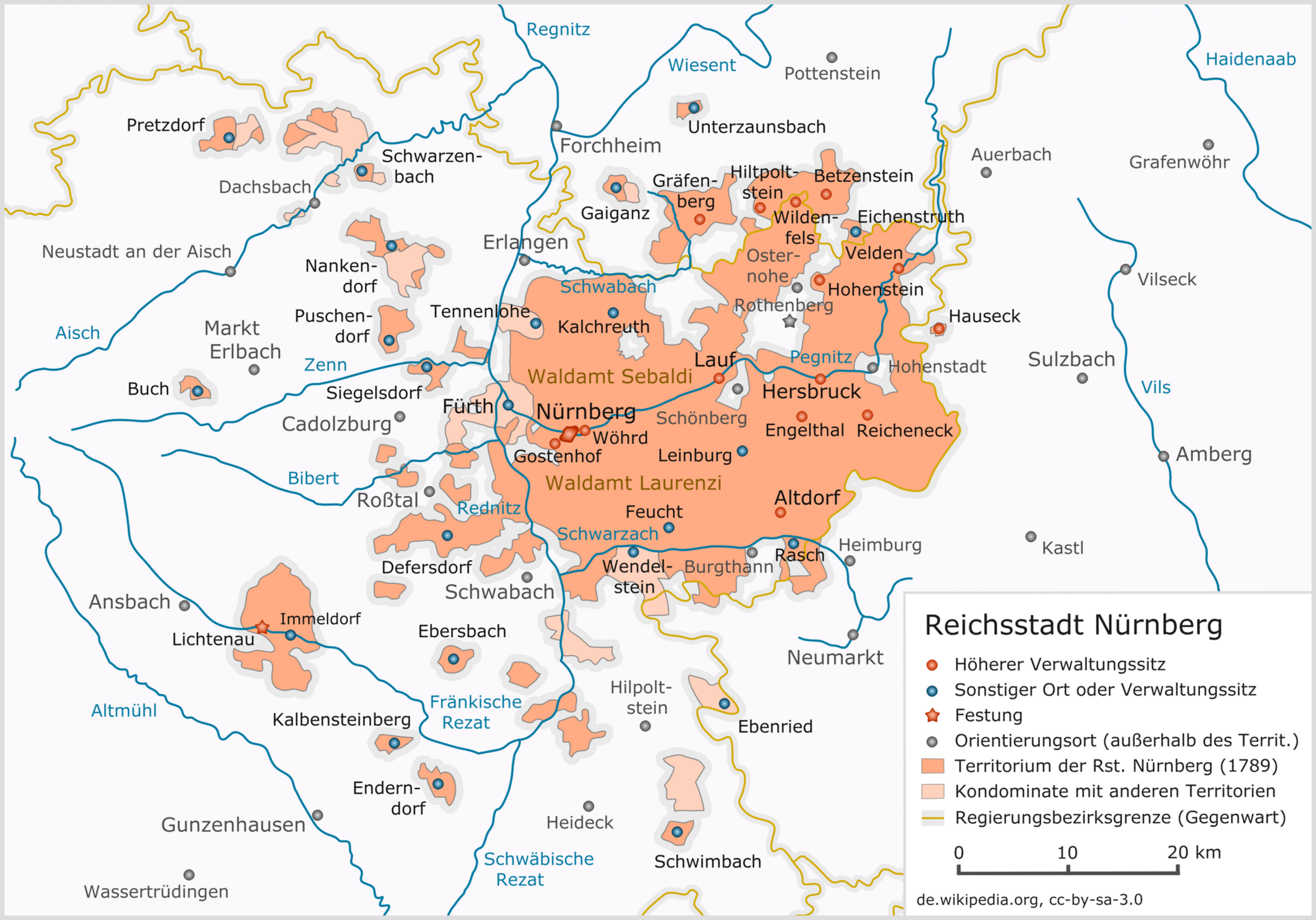
Das Landgebiet der Reichsstadt Nürnberg

Während des Spätmittelalters gelangte Affalterbach in den Besitz der Reichsstadt Nürnberg und gehörte damit zur sogenannten Alten Landschaft des nürnbergischen Landgebietes. Es unterstand dabei der Hochgerichtsbarkeit des Pflegamtes Hiltpoltstein,
während die Steuerverwaltungshoheit das Pflegamt Gräfenberg innehatte. Die Grundherrschaft über die vier Anwesen des Ortes hatten das nürnbergische Spitalamt Heilig-Geist und die Nürnberger Eigenherren, die Patrizierfamilie Holzschuher von Harrlach. Beide besaßen zwei Anwesen im Ort, über die sie auch die Vogtei ausübten. Eine Dorf- und Gemeindeherrschaft gab es in Affalterbach nicht. Eine tiefgreifende Veränderung für Affalterbach ergab sich im Jahr 1806, als die Reichsstadt Nürnberg mit ihrem verbliebenen Landgebiet unter Bruch der Reichsverfassung vom Königreich Bayern annektiert wurde. Zusammen mit dem Restgebiet des Pflegamtes Hiltpoltstein wurde auch Affalterbach bayerisch.
Durch die Verwaltungsreformen zu Beginn des 19. Jahrhunderts im Königreich Bayern wurde der damalige Weiler Affalterbach mit dem Zweiten Gemeindeedikt im Jahr 1818 Bestandteil der Ruralgemeinde Pettensiedel. Mit der Gebietsreform in Bayern wurde Affalterbach am 1. Januar 1972 nach Igensdorf eingemeindet.

## Verkehr
Die Anbindung an das öffentliche Straßennetz wird durch mehrere Gemeindeverbindungsstraßen hergestellt, die den Ort mit Stöckach im Nordosten, Frohnhof im Südosten, Pettensiedel im Westsüdwesten und Etlaswind im Westnordwesten verbinden.

## Baudenkmäler

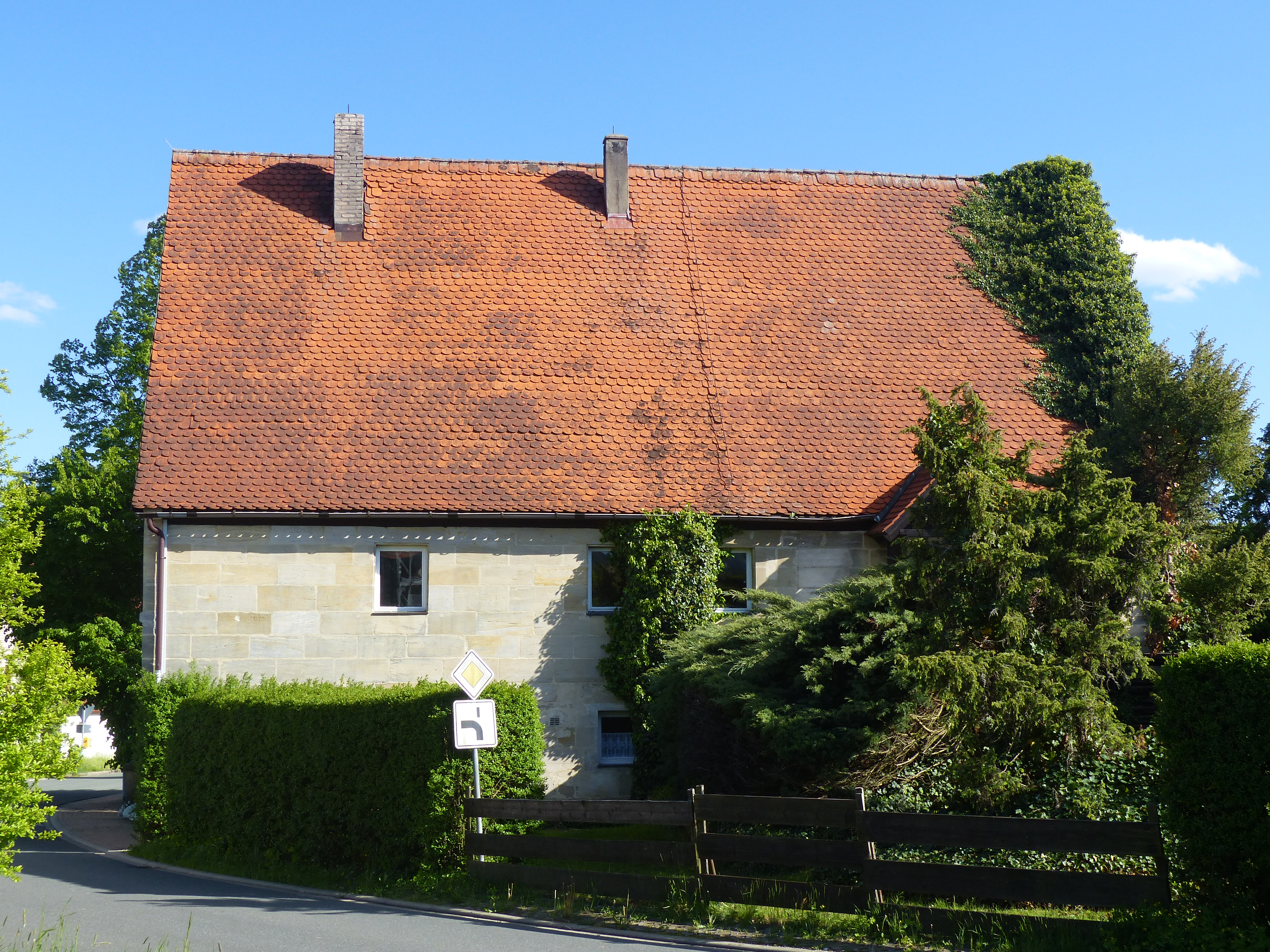
Ein ehemaliges Bauernhaus in Affalterbach

Am nordwestlichen Ortsrand von Affalterbach steht ein denkmalgeschütztes ehemaliges Bauernhaus.